# 6269 Kawasaki
6269 Kawasaki este un asteroid din centura principală de asteroizi.

## Descriere
6269 Kawasaki este un asteroid din centura principală de asteroizi. A fost descoperit pe 20 octombrie 1990 la Oohira de Takeshi Urata. El prezintă o orbită caracterizată de o semiaxă mare de 2,39 ua, o excentricitate de 0,13 și o înclinație de 6,2° în raport cu ecliptica.